# Henny Hemmes
Henny Hemmes was een van de meest succesvolle Nederlandse autocoureurs van de jaren 70 tot heden. De meeste successen heeft ze behaald in een Toyota Celica 1600 cc, een Chevrolet Camaro Z28 (500 pk) en een Ford Sierra Cosworth. Met de originele Camaro van 30 jaar eerder verscheen ze nog eenmaal aan de start op Circuit Zandvoort in 2014. De krachtigste motor die ze in bedwang heeft gehouden is een Saleen S302 Extreme van 600 pk, waarmee ze in 2007 de Hot Shoe-prijs won op El Toro Airbase, Californië.
Sinds 1979 was ze ook actief als journaliste voor diverse autobladen. In april 2019 overleed Hemmes aan ALS, na een ziekbed van 2,5 jaar.

## Carrière
Hemmes kwam via haar echtgenoot in aanraking met de autosport. In de jaren 70 won ze van oud-F1-coureur André Pilette, en startte haar carrière in Zandvoort met een Toyota Celica GT. Ze vestigde onder andere een wereldduurrecord met een Saab Turbo op de Talladega Superspeedway in de Verenigde Staten.
In 2010 werd Hemmes aangesteld als vertrouwenspersoon voor vrouwelijke deelnemers en officials in de autosport.

## Trivia
Hemmes heeft zich voorafgaand aan haar racecarrière beziggehouden met o.a. schaatsen, zwemmen, rolschaatsen en roeien. Op de top van haar racecarrière was ze regelmatig op televisie te zien, voornamelijk in sportprogramma's. Toen ze meedeed aan het spelletjesprogramma Wie van de Drie in 1986, bleek dat de bekende Nederlanders in het panel haar niet herkenden.